# Maison de la Vierge (Châteaudun)
La maison de la Vierge est situé dans la ville de Châteaudun, sous-préfecture du département français d'Eure-et-Loir, en région Centre-Val de Loire.

## Histoire
Elle fait l’objet d’un classement au titre des monuments historiques depuis le 27 juin 1945.

## Architecture

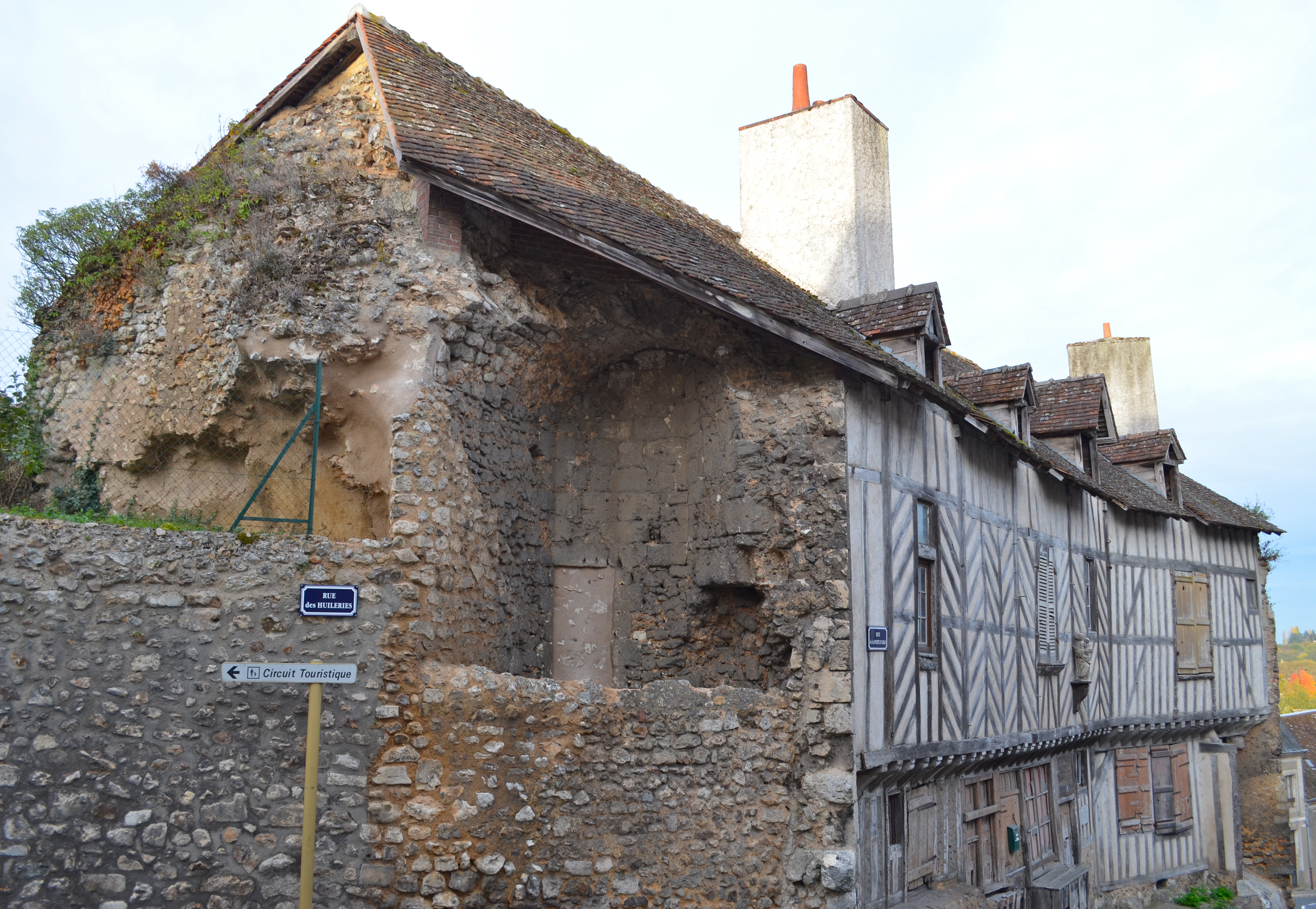
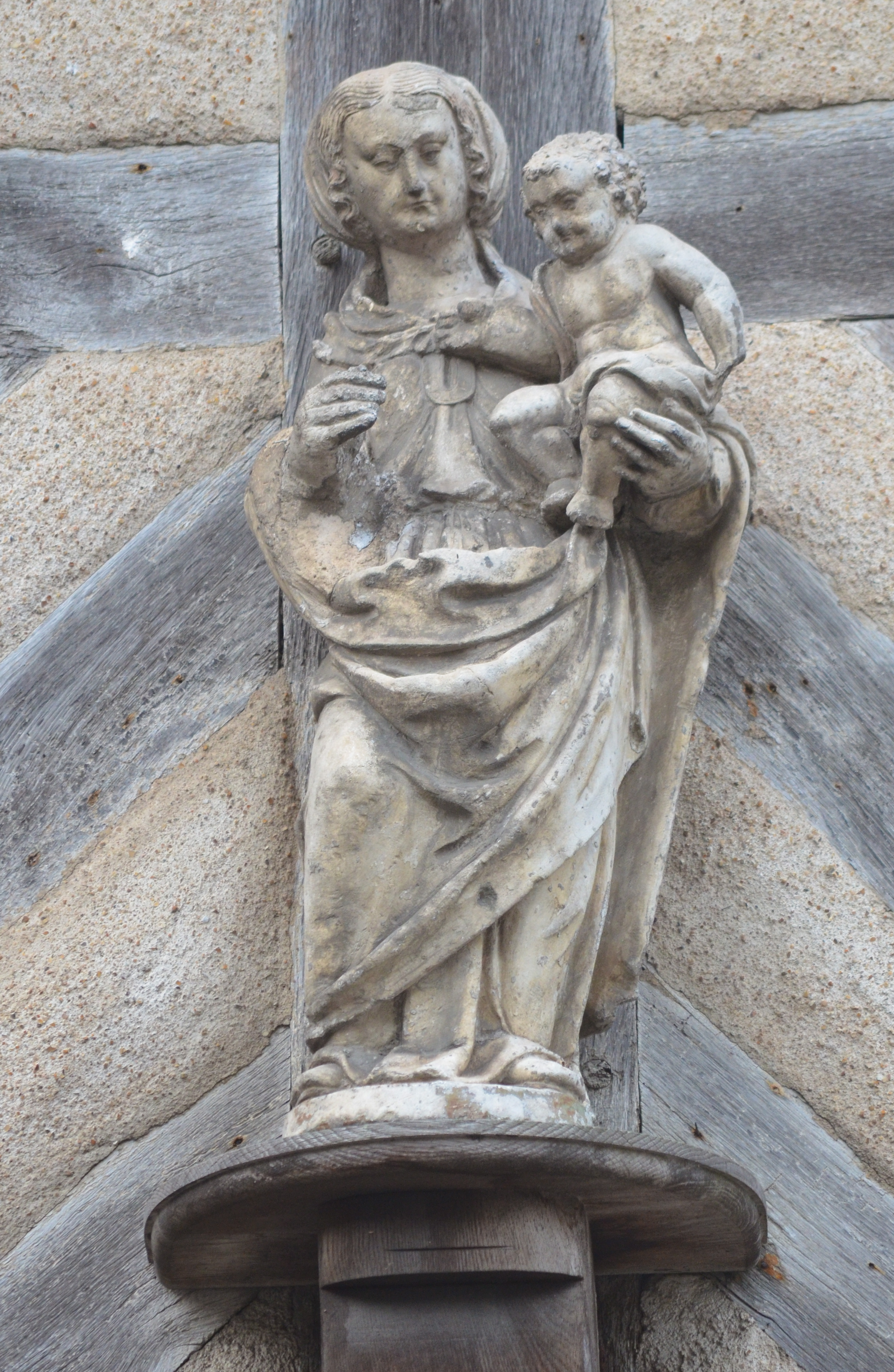